# The Grell Mystery
The Grell Mystery er en amerikansk stumfilm fra 1917 af Paul Scardon.

## Medvirkende
- Earle Williams som Heeldon Foyle.
- Miriam Miles som Helen Meredith.
- Jean Dumar som Eileen Meredith.
- Denton Vane som Robert Grell / Harry Goldenberg.
- Mabel Trunnelle som Lola.